# Petrel szarobrzuchy
Petrel szarobrzuchy (Pterodroma inexpectata) – gatunek średniej wielkości ptaka oceanicznego z rodziny burzykowatych (Procellariidae). Nie wyróżnia się podgatunków. Bliski zagrożenia wyginięciem.

## Występowanie i biotop
Występuje na rozległym obszarze Pacyfiku od Alaski do wybrzeży antarktycznych. Spotykany także na południowych krańcach Ameryki Południowej. Większość życia spędza przemierzając oceany, rzadko bywa widywany w pobliżu stałego lądu (z wyjątkiem okresu lęgowego). Gniazduje na wyspach u wybrzeży Nowej Zelandii – na wyspach u wybrzeży Fiordlandu, wyspach Solander i Snares, wyspach w Cieśninie Foveaux oraz wyspach wokół wyspy Stewart. Gatunek zniknął z części miejsc lęgowych, zwłaszcza dwóch głównych wysp Nowej Zelandii oraz innych pobliskich wysp, wskutek introdukcji drapieżników, takich jak koty.

## Morfologia
Rozmiary

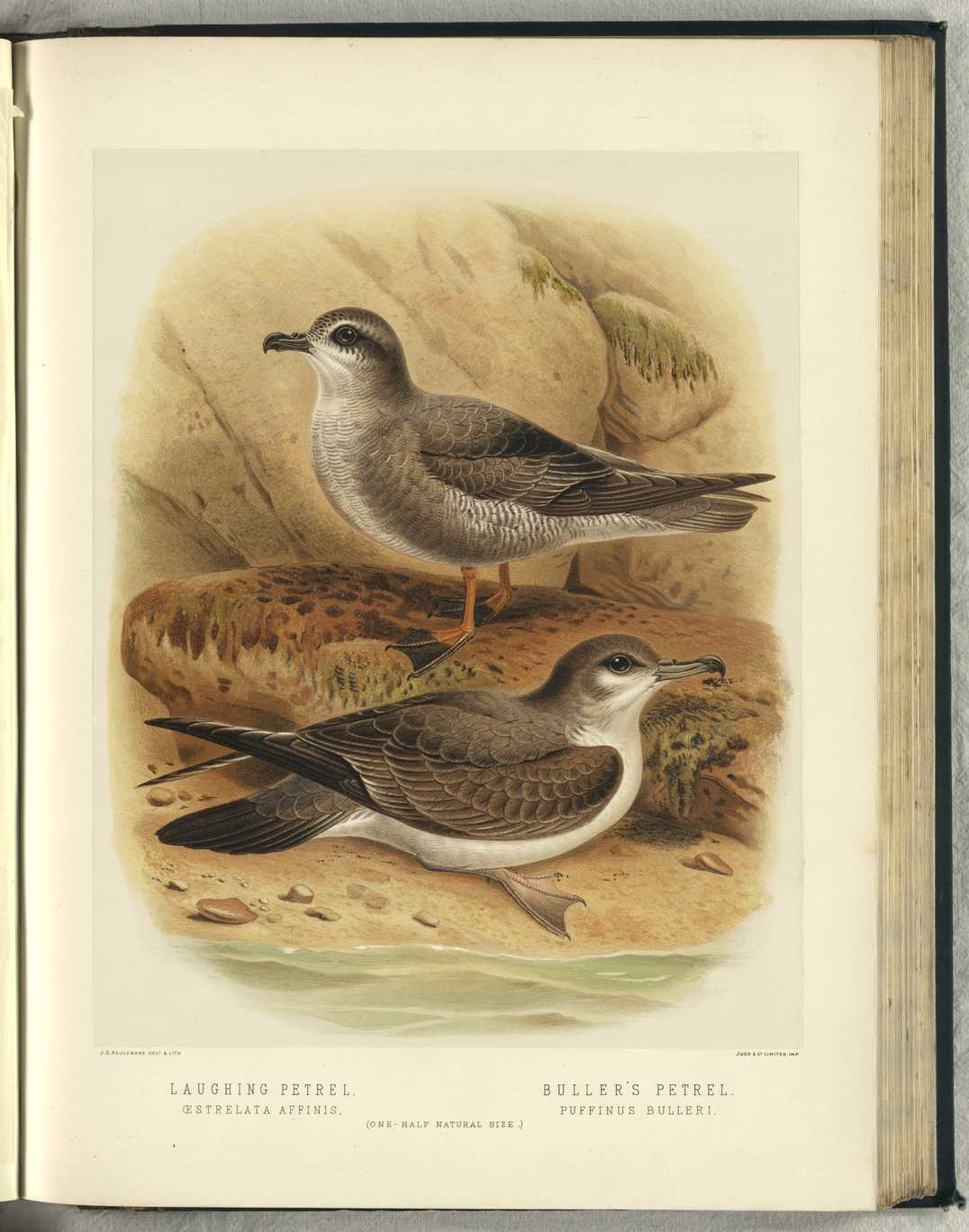
Petrel szarobrzuchy (u góry) na rysunku z 1888 roku

Długość ciała 32–36 cm, rozpiętość skrzydeł 74–92 cm. Masa ciała 247–441 g.
Wygląd zewnętrzny
Upierzenie wierzchu ciała ciemne z czarnym paskiem biegnącym przez oko. Spód biały z szarą plamą na środku tułowia. Na jasnym spodzie skrzydeł, charakterystyczne czarne pasy w kształcie litery M (widoczne w locie). Brak dymorfizmu płciowego.

## Ekologia i zachowanie

### Tryb życia
Ptak wędrowny, przystosowany do życia na otwartym oceanie, zbiera pokarm z powierzchni wody, a także śpi w locie.

### Pożywienie
Pokarm stanowią ryby, kałamarnice i skorupiaki.

### Lęgi
W okresie lęgowym, który rozpoczyna się w październiku, petrele szarobrzuche wędrują na południe. Gniazdują w koloniach na małych skalistych wyspach. Po zakończeniu lęgów wracają na północ.
Gniazdo
Gniazduje bezpośrednio na ziemi lub w szczelinach skalnych.
Jaja i pisklęta
Samica składa 1 białe jajo, które jest wysiadywane przez okres około 50 dni. Pisklę przebywa w gnieździe do 3,5 miesiąca.

## Status
W Czerwonej księdze gatunków zagrożonych Międzynarodowej Unii Ochrony Przyrody petrel szarobrzuchy od 2000 roku klasyfikowany jest jako gatunek bliski zagrożenia (NT – Near Threatened); wcześniej, od 1988 roku miał on status „najmniejszej troski” (LC – Least Concern). Liczebność światowej populacji w 2004 roku szacuje na prawdopodobnie ponad 1,5 miliona osobników. Trend liczebności populacji uznawany jest za spadkowy ze względu na plądrowanie lęgów przez introdukowane drapieżniki.